# Estadi Olímpic Alassane Ouattara
L'Estadi Olímpic Alassane Ouattara, també anomenat Stade Olympique Alassane Ouattara, Stade National de la Côte d'Ivoire o Stade Olympique d'Ebimpé, és un estadi esportiu de la ciutat d'Abidjan, a Costa d'Ivori. S'utilitza per la pràctica del futbol, rugbi i atletisme. Tot i que l'estadi en si té 20 hectàrees, al seu voltant s'ha previst una vasta vila olímpica, que abasta 287 hectàrees. Té una capacitat de 60.012 espectadors.
L'estadi es va inaugurar el 3 d'octubre de 2020 i va rebre el nom del president Alassane Ouattara. També hi van assistir molts funcionaris i l'ambaixador xinès a Costa d'Ivori. Es va jugar un partit amistós entre els dos clubs més populars de Costa d'Ivori, ASEC Mimosas i Africa Sports d'Abidjan. L'ASEC Mimosas va guanyar el partit per 2-0. Serà seu de la Copa d'Àfrica de Nacions 2023.